# Automotrice FS ALn 668.1200
Le automotrici FS ALn 668.1200, note anche come ALn 668 serie 1200, fanno parte della terza generazione del gruppo ALn 668, costituita in ordine cronologico dalle serie 1900, 1000, 1200, 3000, 3100 e 3300.
Tra le ALn 668 di terza generazione la serie 1200, originariamente prevista per l'impiego sulle linee secondarie appenniniche dove è superflua la velocità massima di 130 chilometri orari, è l'unica ad adottare i motori ad aspirazione naturale.

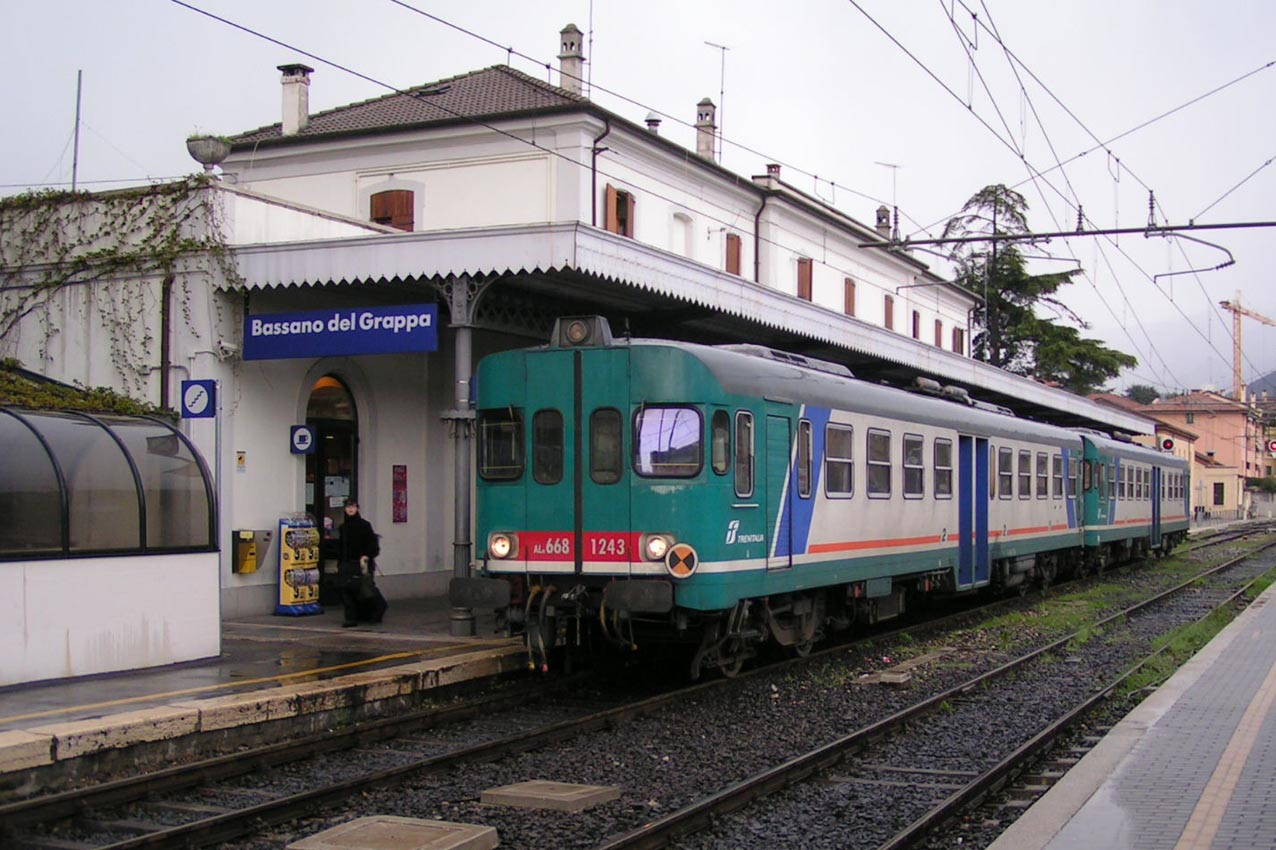
Una coppia di ALn 668 serie 1200 in comando multiplo.

## Costruzione
La costruzione delle ALn 668.1200, ordinate in 60 esemplari nel 1977, fu ripartita tra la FIAT Ferroviaria Savigliano e le Officine Meccaniche Calabresi (Omeca) nel seguente modo:
- ALn 668.1201-1240, consegnate dalla FIAT Ferroviaria Savigliano tra il 1979 e il 1980;
- ALn 668.1241-1260, consegnate dall'Omeca nel 1980.

## Caratteristiche
Le ALn 668.1200 hanno una capacità di 68 posti a sedere, di cui 8 di prima classe, e sono mosse da due motori Diesel con potenza di taratura di 120 kW ciascuno, che permettono una velocità massima di 110 km/h e un'autonomia di circa 600 km.
Le ALn 668.1200, paragonabili come prestazioni alle ALn 668.1800, possono essere pilotate dalle rimorchiate Ln 664.1400 e sono atte al comando multiplo in doppia trazione.

### Differenze dalle serie 1900 e 1000
Dopo le 162 automotrici a due vestiboli delle serie 1900 e 1000, a partire dalla serie 1200 si ritenne opportuno ritornare alla soluzione a vestibolo centrale, pur mantenendo le porte a tre ante e la cassa allungata introdotte a partire dalla serie 1900.
Le ragioni principali del ritorno al vestibolo unico furono il miglioramento dell'accesso per la manutenzione degli organi disposti nel sottocassa e la semplificazione costruttiva, ma si colse l'opportunità anche per migliorare la capacità di incarrozzamento dei viaggiatori, realizzando il nuovo vestibolo con una superficie pari alla somma di quelli delle due serie precedenti.

### Motore e trasmissione
Con la serie 1200 si ritornò al motore aspirato IVECO 8217.12 che, per compensare la massa maggiorata di circa 1000 kg rispetto alla serie 1700, fu tarato dalle FS a 120 invece che a 115 kW, mantenendo la velocità massima di 110 km/h.
Il ricorso alla motorizzazione meno potente permise inoltre di mantenere il giunto idraulico e la frizione monodisco adottati fino alla serie 1800.
| Motore                     | Motore                              | Trasmissione                      | Trasmissione             |
| -------------------------- | ----------------------------------- | --------------------------------- | ------------------------ |
| Motore IVECO 8217.12.033   | ciclo Diesel                        | Diametro giunto idraulico         | 460 mm                   |
| Numero cilindri            | 6                                   | Frizione                          | monodisco a secco        |
| Alesaggio                  | 137 mm                              | Cambio                            | FIAT meccanico a 5 marce |
| Corsa                      | 156 mm                              | Rapporti di velocità del cambio   | 5,37 in 1ª marcia        |
| Cilindrata                 | 13,798 dm³                          | Rapporti di velocità del cambio   | 3,40 in 2ª marcia        |
| Assetto                    | inclinato di 3° sull'orizzontale    | Rapporti di velocità del cambio   | 2,01 in 3ª marcia        |
| Potenza nominale UIC       | 166 kW a 2000 giri/min              | Rapporti di velocità del cambio   | 1,27 in 4ª marcia        |
| Potenza di taratura FS     | 120 kW a 1800 giri/min              | Rapporti di velocità del cambio   | 1,00 in 5ª marcia        |
| Regime minimo di rotazione | 650 giri/min                        | Rapporto di trasmissione al ponte | 2,67                     |
| Alimentazione              | aspirazione naturale                |                                   |                          |
| Alimentazione gasolio      | serbatoio da 600 dm³ (in due parti) |                                   |                          |
| Comando ventola radiatore  | idrostatico                         |                                   |                          |
| Generatore elettrico       | alternatore da 2,4 kW a 24 V        |                                   |                          |
| Tipo compressore aria      | AC.75ZB                             |                                   |                          |

### Cassa e arredamento interno
La risistemazione degli ambienti interni conseguente al ripristino del vestibolo centrale comportò il ritorno definitivo a 8 posti di 1ª classe, sistemati non più accanto al bagagliaio come nelle serie precedenti, ma sul lato opposto in un modulo adiacente alla cabina di guida posteriore, in modo che l'andirivieni del capotreno dal bagagliaio non disturbasse i viaggiatori della classe superiore.
Il ritorno al vestibolo centrale consentì inoltre di ubicare la ritirata al centro della cassa, evitando ai viaggiatori sistemati sull'estremità opposta di attraversare pressoché tutto il veicolo per recarvisi.
La sistemazione dei locali adottata a partire dalla serie 1200 mantenne sostanzialmente gli stessi arredi delle precedenti versioni, disposti nei seguenti comparti:
- cabina di guida anteriore;
- bagagliaio con due saracinesche laterali e posto per il capotreno;
- ambiente di seconda classe costituito da quattro moduli di 1680 mm con ventotto posti a sedere sistemati secondo lo schema 2+2 e il mezzo modulo restante occupato dalla ritirata;
- vestibolo di salita centrale con due porte a libretto a tre ante a comando pneumatico per ciascun lato, uno strapuntino e accesso alla ritirata;
- sezione di seconda classe costituita da quattro moduli di 1680 mm con trentadue posti a sedere sistemati secondo lo schema 2+2;
- sezione di prima classe separata con una paretina costituita da un modulo di 1600 mm con otto posti a sedere sistemati secondo lo schema 2+2;
- cabina di guida posteriore.

## Modifiche e sperimentazioni
Tra le ALn 668 la serie 1200 fu quella sottoposta al maggior numero di modifiche, realizzate talvolta a livello sperimentale su un numero ristretto di esemplari.

### Fiancate in acciaio inossidabile
L'ALn 668.1207, consegnata nel settembre 1979, fu costruita a titolo sperimentale con le fiancate in acciaio inossidabile,  che le conferirono un aspetto particolare per l'assenza della verniciatura, caratteristica che perse ricevendo la pellicolatura in livrea XMPR nel deposito locomotive di Treviso dov'era assegnata con tutta la serie 1200.
L'esperimento, perfettamente riuscito come dimostrarono i controlli effettuati in occasione di un rientro nello stabilimento FIAT di Savigliano nel novembre 1981, non ebbe però seguito sulle ALn 668: con questa iniziativa, presa a suo tempo con il consenso delle FS, la FIAT Ferroviaria Savigliano aveva infatti lo scopo di accrescere la propria esperienza nella lavorazione delle lamiere di acciaio inossidabile, con speciale riguardo alle tecnologie di saldatura, in vista di future applicazioni.

### Vomeri spartineve
Alla fine del mese di settembre del 1981 l'automotrice ALn 668.1242 del deposito locomotive di Sulmona fu equipaggiata con vomeri spartineve di tipo sostanzialmente diverso da quelli allora utilizzati dalle FS, costituiti da due elementi separati molto simili a quelli montati sulle automotrici Y1 costruite dalla FIAT per le ferrovie statali svedesi.
La modifica comportò l'aggiunta di sei robusti punti di ancoraggio, tre per ogni vomere, saldati sotto entrambe le testate dell'automotrice in modo tale da non comportare lo spostamento delle apparecchiature esistenti e consentire la rimozione dei vomeri durante la stagione estiva.
L'installazione dei vomeri aveva lo scopo di impedire la formazione degli accumuli di neve in corrispondenza degli apparecchi ungibordo e della timoneria del freno che ostacolavano fortemente la marcia e la frenatura del rotabile e, secondariamente, di contribuire al mantenimento della pulizia della linea in caso di precipitazioni nevose di limitata intensità.
A causa dell'insufficiente potenza dei motori ad aspirazione naturale delle ALn 668.1200 l'esperimento non diede risultati pienamente soddisfacenti in presenza di masse di neve consistenti, per cui si decise di proseguire le prove con un mezzo più potente, installando nell'inverno seguente gli stessi vomeri sull'automotrice ALn 668.3333, dotata di motori sovralimentati.

### Sostituzione dei finestrini avvolgenti
Tra il 1998 e il 1999 le sessanta automotrici ALn 668.1200 del deposito locomotive di Treviso furono trasformate presso le officine del DL sostituendo i finestrini avvolgenti della cabina di guida e del posto del capotreno con una coppia di finestrini laterali più frontali, previo montaggio di un montante sull'angolo delle cabine; l'intervento si rese necessario a seguito del verificarsi di crepature nei finestrini ad angolo, in particolare sul lato macchinista, in occasione degli incroci sulle linee a doppio binario

### Climatizzazione e potenziamento

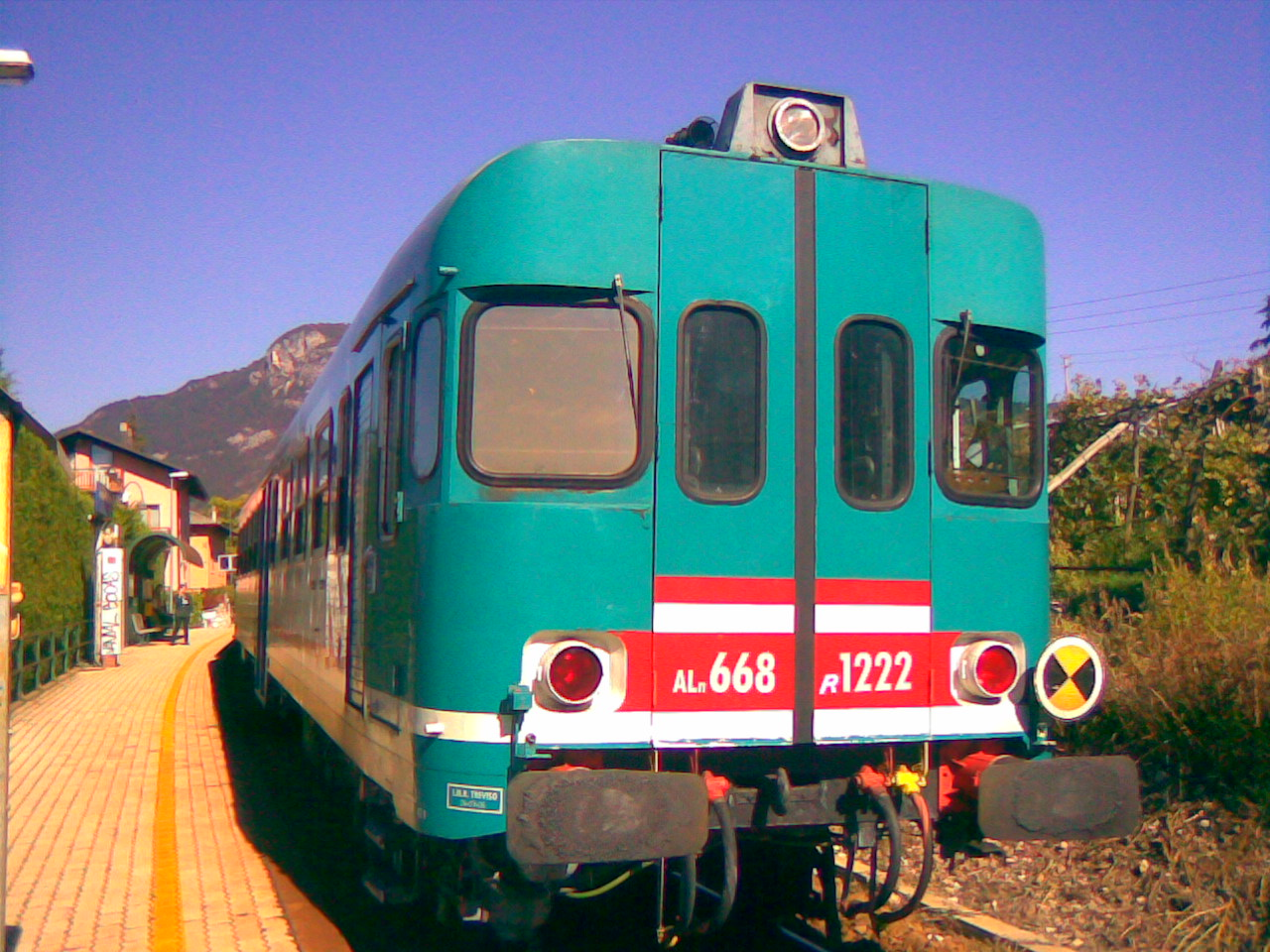
La marcatura frontale dell'ALn 668.R1222.

Benché la climatizzazione non fosse inizialmente prevista sulla serie 1200 per la scarsa potenza di taratura dei motori, la modernità e l'ancora lunga vita utile delle macchine portarono a un ripensamento che si tradusse nel febbraio 2001 con l'equipaggiamento dell'ALn 668.1241 con climatizzatori tipo Konvekta senza potenziarne i motori, seguito dalla replica dell'intervento sulle restanti cinquantanove unità.
Le sei automotrici ALn 668.1208, 1222, 1223, 1236 (prima a rientrare in servizio nel novembre 2001), 1237 e 1238 furono poi modificate in sede di riparazione generale ricevendo il motore sovralimentato IVECO 8217.32 tarato a 170 kW, mantenendo però i silenziatori sull'imperiale, a differenza di tutte le 668 con motori sovralimentati.
Queste automotrici potevano viaggiare in comando multiplo soltanto accoppiate tra loro e per distinguerle dal resto della serie 1200 si decise di aggiungere la lettera R al numero progressivo e una fascia rosso-bianca al di sopra di quella antinfortunistica rossa tra i fanali.

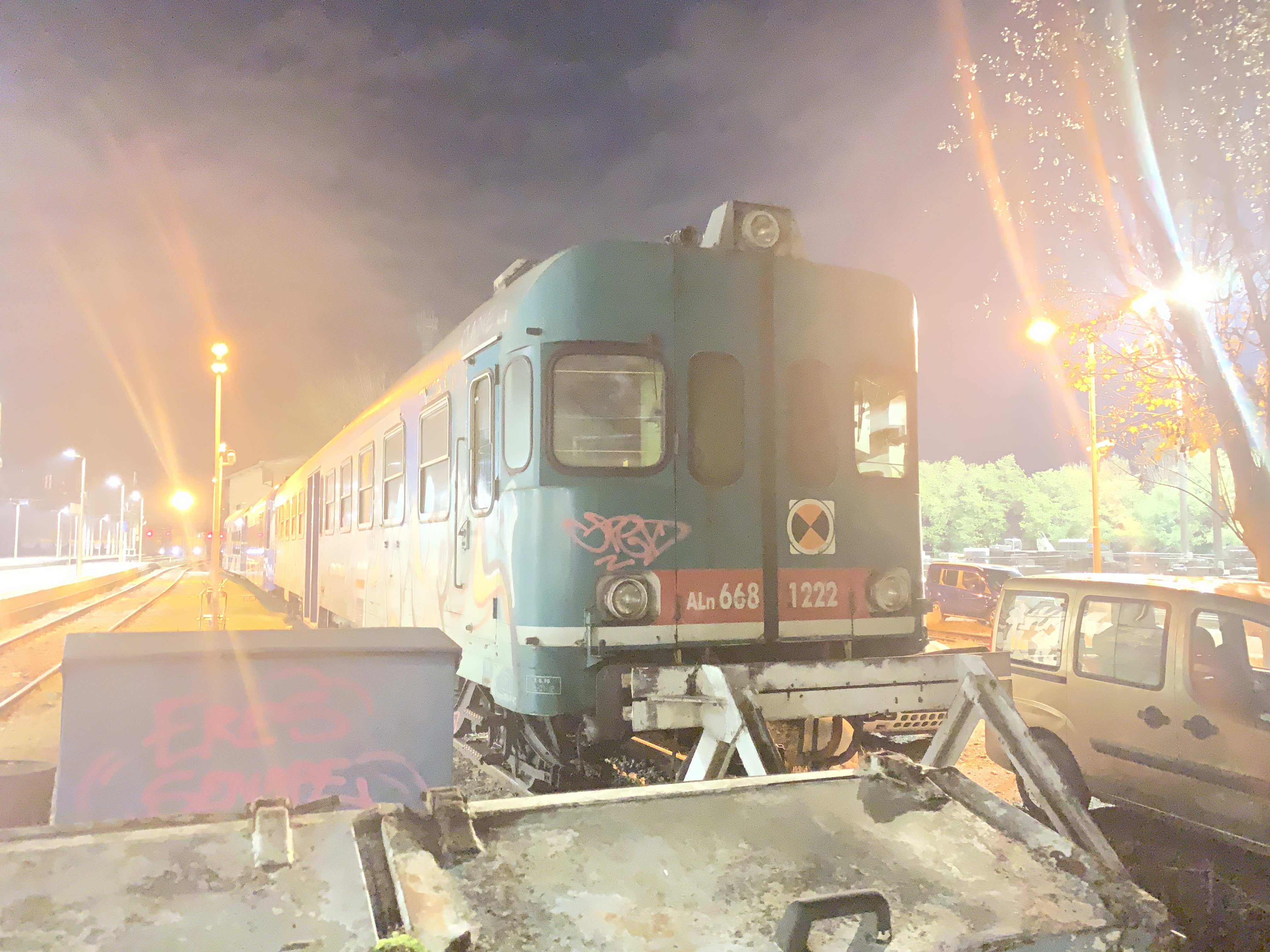
L'ALn 668.1222 parcheggiata a Rovigo nel Novembre del 2024.

### ALn 668.1214 e 1253
Nell'ambito di un progetto, successivamente abbandonato, che prevedeva la realizzazione di treni a composizione bloccata di tre unità, fu montato il banco di manovra delle ALn 663 nella cabina anteriore delle automotrici ALn 668.1214 e 1253, modifica che le rese accoppiabili solamente fra loro.

### Trasporto disabili
L'ALn 668.1255 fu adattata per il trasporto disabili con la sostituzione delle saracinesche del bagagliaio con una coppia di porte a doppia anta atte all'accesso delle carrozzelle; successivamente fu sperimentata sulla 1210 una soluzione alternativa compatibile con le normali saracinesche, in cui la carrozzella viene caricata nel bagagliaio con l'ausilio dei montacarichi presenti nelle stazioni e posizionata nell'ambiente viaggiatori, privato di quattro posti, attraverso una porta a doppia anta.
In base a un accordo con la Regione Veneto siglato nel 2009 furono equipaggiate come la 1210 anche le automotrici ALn 668.1202, 1211, 1212, 1222, 1231, 1234, 1241 e 1245.

## Esercizio

### Assegnazione ai depositi locomotive

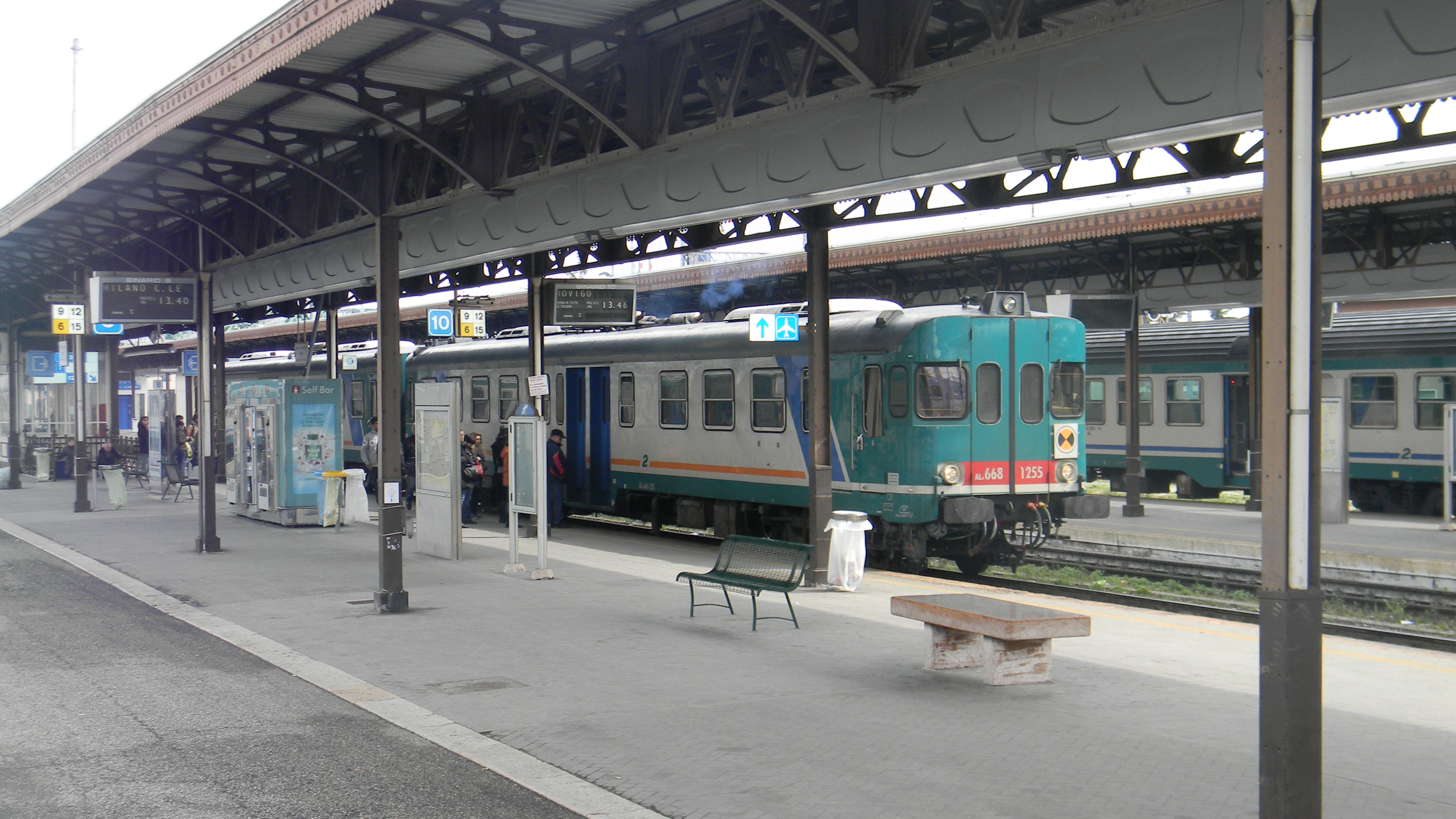
Due ALn 668.1200 in comando multiplo, operanti il servizio regionale per Rovigo, in sosta alla stazione di Verona Porta Nuova nel 2013.

Le ALn 668.1200 nuove di fabbrica furono assegnate in una quindicina di esemplari al deposito locomotive (DL) di Siena per sostituire le ALn 772, sette al DL di Fabriano per sostituire le ultime ALn 556 Breda, una al DL di Cagliari (la prima ALn 668 sarda) per istruire il personale in vista dell'arrivo delle serie da 130 km/h, qualcuna al DL di Palermo e le restanti, più di una trentina, al DL di Sulmona.
Nel 1980 due ALn 668.1200 del DL di Sulmona furono inviate in sussidio temporaneo al DL di Cuneo per fronteggiare l'insufficienza di materiale venutasi a creare con la riapertura della Cuneo-Ventimiglia.
Nell'estate del 1980 il grosso della serie, quarantadue macchine, fu concentrato nel DL di Sulmona affiancando alle unità uscite di fabbrica la maggior parte di quelle assegnate al DL di Siena, dove iniziavano ad arrivare le ALn 668.3000.
Le restanti unità del DL di Siena furono quindi inviate al DL di Treviso, dove tra il 1982 e l'estate del 1983 fu concentrata tutta la serie con il trasferimento delle macchine dei DL di Fabriano e Siena, sostituite rispettivamente dalle ALn 668.3100 e dalle ALn 668.3300.
Fra maggio e luglio 2014 le unità ALn 668.1207, 1215, 1218, 1219, 1220, 1224, 1229, 1232, 1235, 1240, 1259 e 1260 sono state trasferite dal DL di Treviso al DL di Cremona per effettuare servizio sulle linee a trazione termica lombarde esercite da Trenord; questo trasferimento si è reso necessario a causa della progressiva dismissione delle più anziane ALn 668.1800, giunte a fine carriera.
| DL      | marzo 1983 | luglio 1995 | luglio 2006 | luglio 2014 |
| ------- | ---------- | ----------- | ----------- | ----------- |
| Sulmona | 31         | –           | –           | –           |
| Treviso | 29         | 60          | 60          | 48          |
| Cremona | –          | –           | –           | 12          |
| Totale  | 60         | 60          | 60          | 60          |

### Principali servizi

#### Macchine del DL di Sulmona
Le ALn 668.1200 del DL di Sulmona operarono tra il 1981 e il 1983 su linee caratterizzate prevalentemente da profili plano-altimetrici difficili, svolgendo i principali servizi:
- sulla Sulmona-Aquila-Rieti-Terni (164 km, con pendenze di 35 mm/m nel tratto compreso tra le stazioni di Sassa e Antrodoco);
- sulla Sulmona-Roccaraso-Castel di Sangro-Carpinone-Isernia (129 km, con la stazione di Rivisondoli posta alla quota di 1.268 m s.l.m., seconda in Italia dopo quella di Brennero), sulla quale effettuavano un'eccezionale percorrenza giornaliera di 650 km con due coppie di treni espressi Pescara-Sulmona-Isernia-Napoli e un altro treno che partiva da Isernia nel primo pomeriggio e viaggiava fino a Carpinone con ben cinque automotrici (composizione che richiedeva una deroga speciale al regolamento), di cui le prime tre, della serie 1200, proseguivano per Sulmona, mentre le altre due (ALn 668.1800 del DL di Benevento) raggiungevano Campobasso;
- sulla Giulianova-Teramo (26 km), con un'automotrice distaccata nella rimessa locomotive di Giulianova che veniva sostituita ogni due settimane.

Le 1200, giunte al DL di Sulmona per sostituire le 1800 sulle impegnative linee appenniniche, non portarono un notevole miglioramento dei tempi di percorrenza: infatti le loro pur brillanti caratteristiche imponevano comunque una velocità di impostazione di 35 km/h per poter affrontare le tratte più acclivi in condizioni di pieno carico. A partire dall'autunno 1982 esse furono dunque sostituite con le ALn 668.3300, sviluppate espressamente per le linee servite dal DL di Sulmona con l'adozione di motori sovralimentati, molto più adatti a quelle quote di quelli ad aspirazione naturale, e di un rapporto di trasmissione al ponte invertitore che permettesse di sfruttare più opportunamente la loro maggiore potenza sulle linee in questione.

#### Macchine del DL di Treviso
Il DL di Treviso fu designato nel 1981 per concentrarvi tutte le ALn 668.1200, progressivamente impiegate per gli impegnativi servizi sulla ferrovia della Valsugana e sulla Venezia-Treviso-Belluno-Ponte nelle Alpi-Calalzo, spingendosi occasionalmente sulla Treviso-Vicenza per sostituire le ALn 773, che vi effettuavano ancora qualche servizio nonostante l'elettrificazione, e penetrando in Friuli sulla Portogruaro-San Vito-Casarsa.
Dal maggio 1983 coppie di ALn 668.1200 iniziarono a sostituire le ALn 773 che facevano servizio con le rimorchiate Ln 664.3500 sulla Padova-Camposampiero-Cittadella-Bassano del Grappa.
Nel 2010 le ALn 668.1230, 1232 e 1236 furono noleggiate a Sistemi Territoriali per effettuare servizi per conto di Trenitalia sulla Rovigo-Chioggia.

## Modelli derivati per le ferrovie in concessione

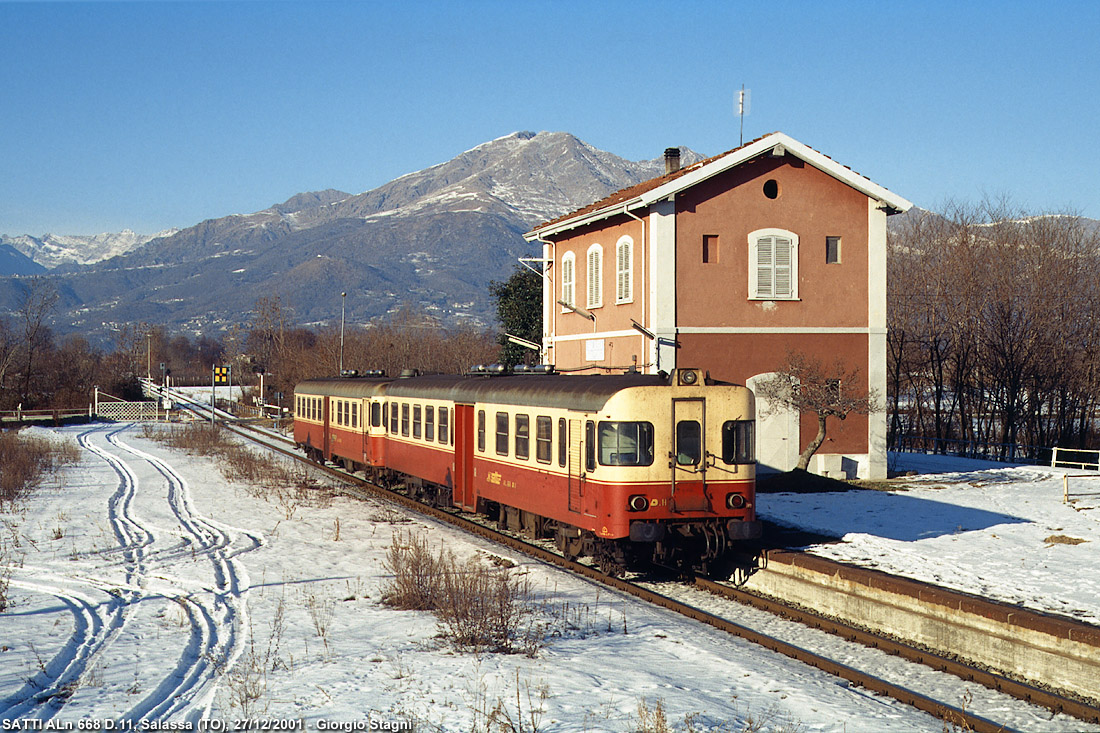
Automotrice SATTI D11 a Salassa nel 2001

Sulla base delle ALn 668.1200 delle FS furono realizzati piccoli lotti di automotrici per le seguenti ferrovie in concessione:
- 2 automotrici per la ferrovia Canavesana, immatricolate SATTI ALn 668 D.11-D.12 nel 1979-1980[18][40][41];
- 2 automotrici e 2 rimorchiate per le Ferrovie Padane (FP), immatricolate ALn 668.1014-1015 e Ln 880.312-313 nel 1984[18][42].

Le automotriciALn 668.1014-1015, consegnate alle Ferrovie Padane nella seconda metà del mese di marzo del 1984 assieme alle rimorchiate Ln 880.312-313, furono le ultime ALn 668 prodotte dalla FIAT Ferroviaria Savigliano; le due automotrici erano già pronte verso la metà dell'anno precedente, ma la loro consegna venne ritardata da intralci burocratici.